# Smlouva o věčném míru (1686)

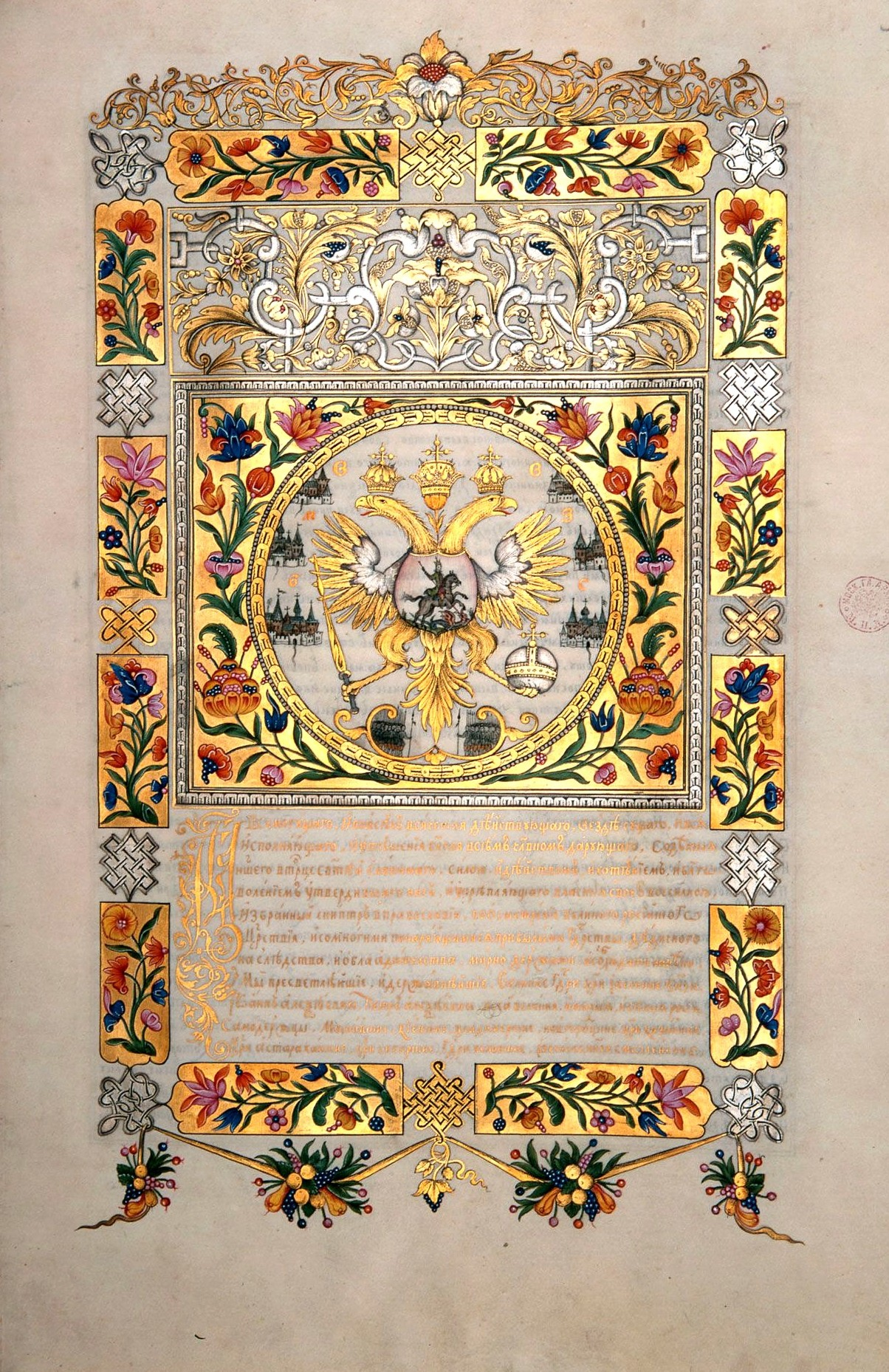
Mírová smlouva

Smlouva o věčném míru (rusky: Вечный мир, litevsky: Amžinoji taika, polsky: Pokój wieczysty, v polské tradici též Grzymułtowského mír, polsky: Pokój Grzymułtowskiego) byla mírová smlouva mezi Ruským carstvím a Polsko-litevskou unií, jež ukončovala spor o území Ukrajiny. Smlouvu podepsali 6. května 1686 v Moskvě za Polsko poznaňský vojvoda Krzysztof Grzymułtowski, za Litvu kancléř Marcjan Ogiński a za Rusko Vasilij Vasiljevič Golicyn. Znepřátelené strany byly pohnuty ke spolupráci po velké intervenci Osmanské říše na Ukrajině. Smlouva potvrdila podmínky dřívějšího Andrusovského příměří z roku 1667. Skládala se z preambule a 33 článků. Smlouva zajistila Rusku držení Levobřežní Ukrajiny a pravobřežního města Kyjev. Jako kompenzace Polsku za tuto územní ztrátu mělo být vyplaceno 146 000 rublů. Polsko si ponechalo Pravobřežní Ukrajinu. Obě strany se dohodly, že nepodepíší samostatnou smlouvu s Osmanskou říší. Tím se Rusko stalo členem protiturecké koalice, která se skládala z Polsko-litevské unie, Svaté říše římské a Benátské republiky. Rusko se zavázalo zorganizovat vojenskou kampaň proti Krymskému chanátu, která vedla k rusko-turecké válce (1686–1700). Smlouva byla velkým úspěchem ruské diplomacie. Jako rozporuplná byla vnímána v Polsku, proto ji Sejm ratifikoval až roku 1710. Hranice mezi Ruskem a Polsko-litevskou unií stanovené smlouvou zůstaly v platnosti až do prvního dělení Polska v roce 1772.